# Trustix
Trustix este o distribuție de Linux bazată pe RPM.